# Букмол
Букмол (самоназвание: bokmål) е германски език, говорен от около 4 млн. души в Норвегия. Той е единият от двата официални писмени езика в Норвегия, редом с нюношк (Nynorsk). Използва се от над 80% от населението в страната. Това е основният книжовен език в Норвегия и на практика във всички чужди езици е наричан „норвежки“.

## История
Букмол е „създаден“ през 19 век, след като Норвегия се отделя от Дания (и става владение на шведския крал, но със значителна автономия), в отговор на нуждата от официален литературен норвежки език. Дотогава се е пишело само на датски. Всъщност букмол представлява последователно норвегизиран датски, т.е. датският език е използван за основа, като са добавяни характерни за норвежките диалекти граматични особености и окончания и постепенно правописът е променян, така че да отговаря на устната норвежка реч. Активна роля в този процес играе езиковедът Кнуд Кнудсен.
По същото време е създаден и нюноршк (или нюношк), чиято граматика е изцяло съчинена от норвежкия езиковед Ивар Осен и е базирана на различни норвежки диалекти, с включени конструкции от старонорвежкия език.